# In Extremo/Diskografie
Diese Diskografie ist eine Übersicht über die musikalischen Werke der deutschen Mittelalter-Rock-Band In Extremo. Den Quellenangaben zufolge verkaufte sie bisher mehr als 1,5 Millionen Tonträger. Ihre erfolgreichste Veröffentlichung ist das dritte Studioalbum Weckt die Toten! mit über 450.000 verkauften Einheiten.

## Alben

### Studioalben
| Jahr | Titel Musiklabel                                          | Höchstplatzierung, Gesamtwochen, AuszeichnungChartplatzierungen (Jahr, Titel, Musiklabel, Platzierungen, Wochen, Auszeichnungen, Anmerkungen) | Höchstplatzierung, Gesamtwochen, AuszeichnungChartplatzierungen (Jahr, Titel, Musiklabel, Platzierungen, Wochen, Auszeichnungen, Anmerkungen) | Höchstplatzierung, Gesamtwochen, AuszeichnungChartplatzierungen (Jahr, Titel, Musiklabel, Platzierungen, Wochen, Auszeichnungen, Anmerkungen) | Anmerkungen                                                 |
| Jahr | Titel Musiklabel                                          | DE | AT | CH | Anmerkungen                                                 |
| ---- | --------------------------------------------------------- | --- | --- | --- | ----------------------------------------------------------- |
| 1997 | Die Goldene auch bekannt als: In Extremo In Extremo (EFA) | — | — | — | Erstveröffentlichung: 10. Februar 1997                      |
| 1998 | Hameln auch bekannt als: Hameln 2006 In Extremo (EFA)     | — | — | — | Erstveröffentlichung: 1. März 1998                          |
| 1998 | Weckt die Toten! In Extremo (EFA)                         | — | — | — | Erstveröffentlichung: 1. Mai 1998 Verkäufe: + 450.000       |
| 1999 | Verehrt und angespien Megalux (UMG)                       | DE11 (8 Wo.)DE | — | — | Erstveröffentlichung: 30. August 1999                       |
| 2001 | Sünder ohne Zügel Island Records (UMG)                    | DE10 (8 Wo.)DE | AT44 (3 Wo.)AT | — | Erstveröffentlichung: 3. September 2001                     |
| 2003 | 7 Motor Music (UMG)                                       | DE3 Gold · (8 Wo.)DE | AT15 (4 Wo.)AT | CH78 (2 Wo.)CH | Erstveröffentlichung: 1. September 2003 Verkäufe: + 100.000 |
| 2005 | Mein rasend Herz Universal Music (UMG)                    | DE3 Gold · (16 Wo.)DE | AT22 (7 Wo.)AT | CH40 (4 Wo.)CH | Erstveröffentlichung: 30. Mai 2005 Verkäufe: + 100.000      |
| 2008 | Sængerkrieg Universal Music (UMG)                         | DE1 Gold · (30 Wo.)DE | AT13 (6 Wo.)AT | CH22 (4 Wo.)CH | Erstveröffentlichung: 9. Mai 2008 Verkäufe: + 100.000       |
| 2011 | Sterneneisen Universal Music (UMG)                        | DE1 Gold · (18 Wo.)DE | AT5 (7 Wo.)AT | CH14 (4 Wo.)CH | Erstveröffentlichung: 25. Februar 2011 Verkäufe: + 100.000  |
| 2013 | Kunstraub Vertigo Records (UMG)                           | DE2 (6 Wo.)DE | AT19 (2 Wo.)AT | CH23 (2 Wo.)CH | Erstveröffentlichung: 27. September 2013                    |
| 2016 | Quid Pro Quo Vertigo Records (UMG)                        | DE1 Gold · (16 Wo.)DE | AT4 (7 Wo.)AT | CH9 (4 Wo.)CH | Erstveröffentlichung: 24. Juni 2016 Verkäufe: + 100.000     |
| 2020 | Kompass zur Sonne Vertigo Records (UMG)                   | DE1 (14 Wo.)DE | AT4 (3 Wo.)AT | CH3 (3 Wo.)CH | Erstveröffentlichung: 8. Mai 2020                           |
| 2024 | Wolkenschieber Vertigo Records (UMG)                      | DE2 (6 Wo.)DE | AT4 (1 Wo.)AT | CH14 (1 Wo.)CH | Erstveröffentlichung: 13. September 2024                    |

### Livealben
| Jahr | Titel Musiklabel                                                             | Höchstplatzierung, Gesamtwochen, AuszeichnungChartplatzierungen (Jahr, Titel, Musiklabel, Platzierungen, Wochen, Auszeichnungen, Anmerkungen) | Höchstplatzierung, Gesamtwochen, AuszeichnungChartplatzierungen (Jahr, Titel, Musiklabel, Platzierungen, Wochen, Auszeichnungen, Anmerkungen) | Höchstplatzierung, Gesamtwochen, AuszeichnungChartplatzierungen (Jahr, Titel, Musiklabel, Platzierungen, Wochen, Auszeichnungen, Anmerkungen) | Anmerkungen                                                 |
| Jahr | Titel Musiklabel                                                             | DE | AT | CH | Anmerkungen                                                 |
| ---- | ---------------------------------------------------------------------------- | --- | --- | --- | ----------------------------------------------------------- |
| 1998 | Die Verrückten sind in der Stadt In Extremo (EFA)                            | — | — | — | Erstveröffentlichung: Juni 1998                             |
| 2002 | Live 2002 Island Records (UMG)                                               | DE94 (2 Wo.)DE | — | — | Erstveröffentlichung: 9. Dezember 2002                      |
| 2006 | Raue Spree 2005 Universal Music (UMG)                                        | DE4 (8 Wo.)DE | AT47 (2 Wo.)AT | CH51 (2 Wo.)CH | Erstveröffentlichung: 10. Februar 2006                      |
| 2008 | Sængerkrieg: Akustik Radio-Show Vertigo Records (UMG)                        | DE*DE | — | — | Erstveröffentlichung: 28. November 2008 * siehe Sængerkrieg |
| 2009 | Am goldenen Rhein Vertigo Records (UMG)                                      | DE8 (12 Wo.)DE | AT60 (1 Wo.)AT | CH73 (1 Wo.)CH | Erstveröffentlichung: 15. Mai 2009                          |
| 2012 | Sterneneisen Live – Laut sind wir und nicht die Leisen Vertigo Records (UMG) | DE*DE | — | — | Erstveröffentlichung: 25. Mai 2012 * siehe Sterneneisen     |
| 2016 | Quid Pro Quo – Live Vertigo Records (UMG)                                    | DE*DE | — | — | Erstveröffentlichung: 2. Dezember 2016 * siehe Quid Pro Quo |

### Kompilationen
| Jahr | Titel Musiklabel                                    | Höchstplatzierung, Gesamtwochen, AuszeichnungChartplatzierungen (Jahr, Titel, Musiklabel, Platzierungen, Wochen, Auszeichnungen, Anmerkungen) | Höchstplatzierung, Gesamtwochen, AuszeichnungChartplatzierungen (Jahr, Titel, Musiklabel, Platzierungen, Wochen, Auszeichnungen, Anmerkungen) | Höchstplatzierung, Gesamtwochen, AuszeichnungChartplatzierungen (Jahr, Titel, Musiklabel, Platzierungen, Wochen, Auszeichnungen, Anmerkungen) | Anmerkungen                              |
| Jahr | Titel Musiklabel                                    | DE | AT | CH | Anmerkungen                              |
| ---- | --------------------------------------------------- | --- | --- | --- | ---------------------------------------- |
| 2006 | Kein Blick zurück Universal Music (UMG)             | DE40 (6 Wo.)DE | AT72 (1 Wo.)AT | — | Erstveröffentlichung: 8. Dezember 2006   |
| 2017 | 40 wahre Lieder – The Best Of Vertigo Records (UMG) | DE7 (3 Wo.)DE | AT72 (1 Wo.)AT | — | Erstveröffentlichung: 15. September 2017 |

### EPs
| Jahr | Titel Musiklabel                                            | Anmerkungen                          |
| ---- | ----------------------------------------------------------- | ------------------------------------ |
| 1997 | Am Galgen In Extremo (EFA)                                  | Erstveröffentlichung: 1. März 1997   |
| 2021 | Feyerey Universal Music (UMG)                               | Erstveröffentlichung: 9. April 2021  |
| 2021 | Herznarben Universal Music (UMG)                            | Erstveröffentlichung: 16. April 2021 |
| 2021 | Aus fernen Ländern Universal Music (UMG)                    | Erstveröffentlichung: 23. April 2021 |
| 2021 | Freiheitsdrang Universal Music (UMG)                        | Erstveröffentlichung: 30. April 2021 |
| 2021 | Meilenweit Universal Music (UMG)                            | Erstveröffentlichung: 28. Mai 2021   |
| 2023 | Zauberlehrlinge – Mittelalter Songs Universal Music (UMG)   | Erstveröffentlichung: 12. Mai 2023   |
| 2023 | Dreckiges, halbes Dutzend – Rocksongs Universal Music (UMG) | Erstveröffentlichung: 26. Mai 2023   |
| 2023 | Nachts um halb eins – Trinklieder Universal Music (UMG)     | Erstveröffentlichung: 9. Juni 2023   |

### Demos
| Jahr | Titel Musiklabel            | Anmerkungen                |
| ---- | --------------------------- | -------------------------- |
| 1996 | In Extremo In Extremo (EFA) | Erstveröffentlichung: 1996 |

## Singles
| Jahr | Titel Album                                   | Höchstplatzierung, Gesamtwochen, AuszeichnungChartplatzierungen (Jahr, Titel, Album, Platzierungen, Wochen, Auszeichnungen, Anmerkungen) | Höchstplatzierung, Gesamtwochen, AuszeichnungChartplatzierungen (Jahr, Titel, Album, Platzierungen, Wochen, Auszeichnungen, Anmerkungen) | Höchstplatzierung, Gesamtwochen, AuszeichnungChartplatzierungen (Jahr, Titel, Album, Platzierungen, Wochen, Auszeichnungen, Anmerkungen) | Anmerkungen                                              |
| Jahr | Titel Album                                   | DE | AT | CH | Anmerkungen                                              |
| ---- | --------------------------------------------- | --- | --- | --- | -------------------------------------------------------- |
| 1998 | Ai vis lo lop Weckt die Toten!                | — | — | — | Erstveröffentlichung: 13. November 1998                  |
| 2000 | Vollmond Sünder ohne Zügel                    | DE91 (1 Wo.)DE | — | — | Erstveröffentlichung: 4. September 2000                  |
| 2003 | Küss mich 7                                   | DE35 (9 Wo.)DE | — | — | Erstveröffentlichung: 16. Juni 2003                      |
| 2003 | Erdbeermund 7                                 | — | — | — | Erstveröffentlichung: 22. September 2003                 |
| 2005 | Nur ihr allein Mein rasend Herz               | DE35 (8 Wo.)DE | — | — | Erstveröffentlichung: 16. Mai 2005                       |
| 2005 | Horizont Mein rasend Herz                     | DE85 (1 Wo.)DE | — | — | Erstveröffentlichung: 12. September 2005                 |
| 2006 | Liam Mein rasend Herz                         | DE51 (5 Wo.)DE | — | — | Erstveröffentlichung: 3. Februar 2006 feat. Rea Garvey   |
| 2008 | Frei zu sein Sængerkrieg                      | DE42 (4 Wo.)DE | — | — | Erstveröffentlichung: 25. April 2008                     |
| 2008 | Neues Glück Sængerkrieg                       | — | — | — | Erstveröffentlichung: 17. Oktober 2008                   |
| 2011 | Zigeunerskat Sterneneisen                     | DE81 (1 Wo.)DE | — | — | Erstveröffentlichung: 18. Februar 2011                   |
| 2011 | Siehst du das Licht Sterneneisen              | — | — | — | Erstveröffentlichung: 13. Mai 2011                       |
| 2011 | Viva la vida Sterneneisen                     | — | — | — | Erstveröffentlichung: 7. Oktober 2011                    |
| 2013 | Feuertaufe Kunstraub                          | DE81 (1 Wo.)DE | — | — | Erstveröffentlichung: 13. September 2013                 |
| 2015 | Loreley 40 wahre Lieder – The Best Of         | — | — | — | Erstveröffentlichung: 21. August 2015                    |
| 2020 | Troja Kompass zur Sonne                       | — | — | — | Erstveröffentlichung: 30. Januar 2020                    |
| 2020 | Schenk nochmal ein Kompass zur Sonne          | — | — | — | Erstveröffentlichung: 29. Oktober 2020                   |
| 2021 | Weihnachtskater –                             | — | — | — | Erstveröffentlichung: 10. Dezember 2021                  |
| 2023 | Weckt die Toten (Version 2024) Wolkenschieber | — | — | — | Erstveröffentlichung: 30. Juni 2023 mit Rauhbein         |
| 2024 | Wolkenschieber                                | — | — | — | Erstveröffentlichung: 11. Juli 2024                      |
| 2024 | Ólafur Wolkenschieber                         | — | — | — | Erstveröffentlichung: 16. August 2024                    |
| 2024 | Feine Seele Wolkenschieber                    | — | — | — | Erstveröffentlichung: 30. August 2024 feat. Oliver Satyr |

## Videoalben und Musikvideos

### Videoalben
| Jahr | Titel Musiklabel                                                        | Höchstplatzierung, Gesamtwochen, AuszeichnungChartplatzierungen (Jahr, Titel, Musiklabel, Platzierungen, Wochen, Auszeichnungen, Anmerkungen) | Höchstplatzierung, Gesamtwochen, AuszeichnungChartplatzierungen (Jahr, Titel, Musiklabel, Platzierungen, Wochen, Auszeichnungen, Anmerkungen) | Höchstplatzierung, Gesamtwochen, AuszeichnungChartplatzierungen (Jahr, Titel, Musiklabel, Platzierungen, Wochen, Auszeichnungen, Anmerkungen) | Anmerkungen                                                                  |
| Jahr | Titel Musiklabel                                                        | DE | AT | CH | Anmerkungen                                                                  |
| ---- | ----------------------------------------------------------------------- | --- | --- | --- | ---------------------------------------------------------------------------- |
| 2002 | Live 2002 Island Records (UMG)                                          | DE* GoldDE | — | — | Erstveröffentlichung: 9. Dezember 2002 Verkäufe: + 25.000; * siehe Livealbum |
| 2006 | Raue Spree 2005 Universal Music (UMG)                                   | DE* GoldDE | — | CH*CH | Erstveröffentlichung: 10. Februar 2006 Verkäufe: + 25.000; * siehe Livealbum |
| 2009 | Am goldenen Rhein Vertigo Records (UMG)                                 | DE* PlatinDE | — | — | Erstveröffentlichung: 15. Mai 2009 Verkäufe: + 50.000; * siehe Livealbum     |
| 2012 | Sterneneisen – Laut sind wir und nicht die Leisen Vertigo Records (UMG) | DE*DE | AT6 (1 Wo.)AT | CH4 (1 Wo.)CH | Erstveröffentlichung: 25. Mai 2012 * siehe Studioalbum                       |
| 2017 | 40 wahre Lieder – The Best Of Vertigo Records (UMG)                     | DE*DE | — | CH3 (1 Wo.)CH | Erstveröffentlichung: 15. September 2017 * siehe Kompilation                 |

### Musikvideos
| Jahr | Titel                            | Regie           |
| ---- | -------------------------------- | --------------- |
| 1999 | This Corrosion                   | Stephan Vollmer |
| 2000 | Vollmond                         | Heiner Thimm    |
| 2001 | Wind                             | Heiner Thimm    |
| 2003 | Küss mich                        | Uwe Flade       |
| 2003 | Erdbeermund                      | Uwe Flade       |
| 2005 | Nur ihr allein                   | Joern Heitmann  |
| 2005 | Horizont                         | David Incorvaia |
| 2008 | Frei zu sein                     | Sharon Berkal   |
| 2011 | Zigeunerskat                     | Markus Gerwinat |
| 2011 | Siehst du das Licht              | Thomas Janze    |
| 2011 | Viva la vida                     | Thomas Janze    |
| 2013 | Feuertaufe                       | Emma Dorn       |
| 2015 | Loreley                          | Basti Hansen    |
| 2016 | Sternhagelvoll                   | Uwe Flade       |
| 2016 | Störtebeker                      | Uwe Flade       |
| 2016 | Lieb Vaterland, magst ruhig sein |                 |
| 2020 | Troja                            | Joern Heitmann  |
| 2020 | Kompass zur Sonne                | Oliver Sommer   |
| 2020 | Schenk nochmal ein               | Oliver Sommer   |
| 2023 | Weckt die Toten                  | Markus Gerwinat |
| 2024 | Wolkenschieber                   | Holger Fichtner |
| 2024 | Feine Seele                      | Holger Fichtner |
| 2024 | Unser Lied                       | Holger Fichtner |
| 2025 | Aus Leben gemacht                |                 |

## Boxsets
| Jahr | Titel Musiklabel                                           | Höchstplatzierung, Gesamtwochen, AuszeichnungChartplatzierungen (Jahr, Titel, Musiklabel, Platzierungen, Wochen, Auszeichnungen, Anmerkungen) | Höchstplatzierung, Gesamtwochen, AuszeichnungChartplatzierungen (Jahr, Titel, Musiklabel, Platzierungen, Wochen, Auszeichnungen, Anmerkungen) | Höchstplatzierung, Gesamtwochen, AuszeichnungChartplatzierungen (Jahr, Titel, Musiklabel, Platzierungen, Wochen, Auszeichnungen, Anmerkungen) | Anmerkungen                             |
| Jahr | Titel Musiklabel                                           | DE | AT | CH | Anmerkungen                             |
| ---- | ---------------------------------------------------------- | --- | --- | --- | --------------------------------------- |
| 2003 | The Collector’s Box Motor Music (UMG)                      | — | — | — | Erstveröffentlichung: 3. November 2003  |
| 2015 | 20 wahre Jahre 1995–2015 Vertigo Records (UMG)             | DE12 (1 Wo.)DE | — | — | Erstveröffentlichung: 4. September 2015 |
| 2015 | Limited 8-Vinyl Collection 1998–2013 Vertigo Records (UMG) | — | — | — | Erstveröffentlichung: 4. September 2015 |

## Promoveröffentlichungen
| Jahr | Titel Album                                     | Anmerkungen                                                         |
| ---- | ----------------------------------------------- | ------------------------------------------------------------------- |
| 1999 | Herr Mannelig Verehrt und angespien             | Erstveröffentlichung: 1999                                          |
| 1999 | This Corrosion Verehrt und angespien            | Erstveröffentlichung: September 1999 Original: The Sisters of Mercy |
| 1999 | Merseburger Zaubersprüche Verehrt und angespien | Erstveröffentlichung: September 1999                                |
| 2001 | Wind Sünder ohne Zügel                          | Erstveröffentlichung: 2001                                          |
| 2001 | Unter dem Meer Sünder ohne Zügel                | Erstveröffentlichung: 2001                                          |
| 2016 | Sternhagelvoll Quid Pro Quo                     | Erstveröffentlichung: Juni 2016                                     |
| 2020 | Kompass zur Sonne                               | Erstveröffentlichung: 30. April 2020 Deezer-Exclusive               |
| 2020 | Ewig sein Kompass zur Sonne (Extended Edition)  | Erstveröffentlichung: 26. November 2020 Deezer-Exclusive            |

## Sonderveröffentlichungen

### Alben
| Jahr | Titel Musiklabel                                                | Anmerkungen                                                                             |
| ---- | --------------------------------------------------------------- | --------------------------------------------------------------------------------------- |
| 2015 | Tranquilo – Unplugged 2010 Vertigo Records (UMG)                | Erstveröffentlichung: 4. September 2015 Teil von 20 wahre Jahre 1995–2015               |
| 2016 | 20 wahre Jahre (Die Schifffahrt ~ Live ~) Vertigo Records (UMG) | Erstveröffentlichung: 24. Juni 2016 CD + DVD; Teil von Quid Pro Quo (Limited Edition)   |
| 2025 | Unter dem Blutmond – Live Vertigo Records (UMG)                 | Erstveröffentlichung: 11. April 2025 Teil von Wolkenschieber (Limited Extended Edition) |

| Jahr | Titel Musiklabel                                                                  | Anmerkungen                                                               |
| ---- | --------------------------------------------------------------------------------- | ------------------------------------------------------------------------- |
| 2013 | Bruchstücke (Zehn Raritäten aus der In-Extremo-Privatsammlung) Metal Hammer (UMG) | Erstveröffentlichung: 18. September 2013 Metal-Hammer-Beilage             |
| 2015 | Raritäten und B-Seiten Vertigo Records (UMG)                                      | Erstveröffentlichung: 4. September 2015 Teil von 20 wahre Jahre 1995–2015 |
| 2016 | Verehrt und angespien + Weckt die Toten! Metal Blade Records (Sony)               | Erstveröffentlichung: 2001 Teil der „2-in-1“-Reihe                        |

| Jahr | Titel Musiklabel                              | Anmerkungen                                                             |
| ---- | --------------------------------------------- | ----------------------------------------------------------------------- |
| 1999 | ~Exclusive Tape~ Megalux (UMG)                | Erstveröffentlichung: 1999 Ausgabe auf Mittelaltermärkten               |
| 2011 | Auf den Dächern Universal Music (UMG)         | Erstveröffentlichung: 9. Dezember 2011 Teil der „Auf-den-Dächern“-Reihe |
| 2021 | Feyerey Universal Music (UMG)                 | Erstveröffentlichung: 9. April 2021 Deezer-Exclusive                    |
| 2021 | Herznarben Universal Music (UMG)              | Erstveröffentlichung: 16. April 2021 Deezer-Exclusive                   |
| 2021 | Aus fernen Ländern Universal Music (UMG)      | Erstveröffentlichung: 23. April 2021 Deezer-Exclusive                   |
| 2021 | Freiheitsdrang Universal Music (UMG)          | Erstveröffentlichung: 30. April 2021 Deezer-Exclusive                   |
| 2021 | Meilenweit – Fanclub EP Universal Music (UMG) | Erstveröffentlichung: 28. Mai 2021 Deezer-Exclusive                     |

### Lieder
| Jahr | Titel Album                           | Anmerkungen                                                      |
| ---- | ------------------------------------- | ---------------------------------------------------------------- |
| 2013 | Halte durch Anarchie und Ozean        | Erstveröffentlichung: 2013 Dritte Wahl feat. In Extremo          |
| 2013 | Mein Preis Anarchie und Ozean         | Erstveröffentlichung: 2013 Dritte Wahl feat. In Extremo          |
| 2019 | Liekedeeler (Unplugged) MTV Unplugged | Erstveröffentlichung: 18. Oktober 2019 Santiano feat. In Extremo |

| Jahr | Titel Album                                     | Anmerkungen                                                           |
| ---- | ----------------------------------------------- | --------------------------------------------------------------------- |
| 2007 | I Walk Alone (In Extremo Remix) My Winter Storm | Erstveröffentlichung: 16. November 2007 Interpretation: Tarja Turunen |

| Jahr | Titel Album                                                             | Anmerkungen                                                                     |
| ---- | ----------------------------------------------------------------------- | ------------------------------------------------------------------------------- |
| 1999 | Villemann og magnhild (Live at Wacken) Live in Wacken                   | Erstveröffentlichung: 25. Januar 1999                                           |
| 2007 | Mein rasend Herz (Live at Feuertanz Festival) Feuertanz Festival 2006   | Erstveröffentlichung: Juni 2007                                                 |
| 2007 | Omnia sol temperat (Live at Feuertanz Festival) Feuertanz Festival 2006 | Erstveröffentlichung: Juni 2007                                                 |
| 2007 | Singapur (Live at Feuertanz Festival) Feuertanz Festival 2006           | Erstveröffentlichung: Juni 2007                                                 |
| 2008 | I Disappear A German Tribute to Metallica                               | Erstveröffentlichung: August 2008 Original: Metallica                           |
| 2009 | Yeah Yeah Yeah A Tribute to Die Fantastischen Vier                      | Erstveröffentlichung: 7. August 2009 Original: Die Fantastischen Vier           |
| 2010 | Sængerkrieg (Live at Wacken) Live at Wacken 2009                        | Erstveröffentlichung: 5. August 2010                                            |
| 2013 | Herr Winter stammt vom Kaukasus Giraffenaffen 2                         | Erstveröffentlichung: 18. Oktober 2013 Original: James Krüss & Heinz Lemmermann |
| 2016 | Veris leta facies Sonic Seducer Cold Hands Seduction Vol. 179           | Erstveröffentlichung: 24. Juni 2016                                             |

### Videoalben
| Jahr | Titel Musiklabel                                              | Anmerkungen                                                                                                 |
| ---- | ------------------------------------------------------------- | --- |
| 2003 | Küss mich Motor Music (UMG)                                   | Erstveröffentlichung: 30. Juni 2003 Single-DVD; Verkäufe werden der Single hinzuaddiert                     |
| 2008 | Sængerkrieg (Limited-Deluxe-Edition) Universal Music (UMG)    | Erstveröffentlichung: 9. Mai 2008 CD + DVD; Verkäufe werden Sængerkrieg (Limited-Edition) hinzuaddiert      |
| 2008 | In Extremo – Ansichten einer Band Universal Music (UMG)       | Erstveröffentlichung: 28. November 2008 CD + DVD; Teil von Sængerkrieg: Akustik Radio-Show (Deluxe-Edition) |
| 2011 | Wahre Jahre – Live in Erfurt Universal Music (UMG)            | Erstveröffentlichung: 25. Februar 2011 CD + DVD; Teil von Sterneneisen (Limited-Special-Edition)            |
| 2013 | Räubernest – Ein Making of zu Kunstraub Vertigo Records (UMG) | Erstveröffentlichung: 27. September 2013 CD + DVD; Teil von Kunstraub (Deluxe-Edition)                      |

## Statistik

### Chartauswertung
|                     | DE     | AT     | CH     |
| ------------------- | ------ | ------ | ------ |
| Nummer-eins-Alben   | DE4DE  | AT—AT  | CH—CH  |
| Top-10-Alben        | DE12DE | AT4AT  | CH2CH  |
| Alben in den Charts | DE16DE | AT13AT | CH10CH |

|                       | DE    | AT    | CH    |
| --------------------- | ----- | ----- | ----- |
| Nummer-eins-Singles   | DE—DE | AT—AT | CH—CH |
| Top-10-Singles        | DE—DE | AT—AT | CH—CH |
| Singles in den Charts | DE8DE | AT—AT | CH—CH |

### Auszeichnungen für Musikverkäufe
Anmerkung: Auszeichnungen in Ländern aus den Charttabellen bzw. Chartboxen sind in ebendiesen zu finden.
| Land/RegionAuszeichnungen für Musikverkäufe (Land/Region, Auszeichnungen, Verkäufe, Quellen) | Gold     | Platin  | Verkäufe | Quellen           |
| -------------------------------------------------------------------------------------------- | -------- | ------- | -------- | ----------------- |
| Deutschland (BVMI)                                                                           | 7× Gold7 | Platin1 | 600.000  | musikindustrie.de |
| Insgesamt                                                                                    | 7× Gold7 | Platin1 |          |                   |